# Tỉnh (Việt Nam Cộng hòa)
Tỉnh của Việt Nam Cộng hòa là đơn vị hành chính lớn nhất dưới cấp Quốc gia đứng đầu là tỉnh trưởng. Dưới cấp tỉnh là quận, không phân biệt đô thị hay nông thôn đứng đầu là quận trưởng. Dưới quận là xã đứng đầu là xã trưởng.
Vào thời Đệ Nhất Cộng hòa, Chính phủ còn dùng đơn vị Trung phần và Nam phần về mặt pháp lý và lập bốn Tòa Đại biểu Chính phủ đặt tại các thành phố và thị xã trung tâm của bốn khu vực: 
1. Cao nguyên Trung phần (Đà Lạt)
2. Duyên hải Trung phần[1] (Huế)
3. Miền Đông Nam phần (Sài Gòn)
4. Miền Tây Nam phần (Cần Thơ).

Sau năm 1963 thì hai danh từ Trung phần và Nam phần chỉ ấn định địa lý.

## Lịch sử
Khi tiếp thu quyền lực từ người Pháp năm 1954 thì khu vực phía Nam Vĩ tuyến 17, kể cả năm tỉnh thuộc Hoàng triều Cương thổ, tổng cộng có 32 tỉnh. Tỉnh nhỏ nhất dưới 500 km², lớn nhất hơn 20.000 km². Dân số các tỉnh cũng chênh lệch nhau khá nhiều: có tỉnh dưới 30.000 dân, tỉnh đông nhất hơn một triệu dân.

### Thời Đệ Nhứt Cộng hòa
Không lâu sau khi lên chấp chính, bắt đầu từ năm 1955, Chính quyền Đệ Nhất Cộng hòa xúc tiến cải tổ cho nền hành chính thêm đồng đều và dễ kiểm soát hơn, phân chia lại địa giới, biến đổi diện tích và dân số của nhiều tỉnh.
Đầu năm 1956, Chính phủ thành lập thêm các tỉnh Tam Cần (19 tháng 1 năm 1955), Mộc Hóa (27 tháng 1 năm 1955), Phong Thạnh (27 tháng 1 năm 1955), Cà Mau (18 tháng 2 năm 1955). Bốn tỉnh này tồn tại không được bao lâu thì đổi tên như Mộc Hóa đổi thành Kiến Tường, Phong Thạnh đổi thành Kiến Phong, Cà Mau đổi thành An Xuyên; hay bị sáp nhập vào các tỉnh khác như Tam Cần nhập vào Vĩnh Bình.
Theo sắc lệnh 153-NV ngày 22 tháng 9 năm 1955 của Chính quyền Việt Nam Cộng hòa thì Nam phần chia lại thành 22 tỉnh và Đô thành Sài Gòn.
Toàn bộ lãnh thổ Việt Nam Cộng hòa lúc này có 35 tỉnh:

#### Danh sách các tỉnh năm 1956

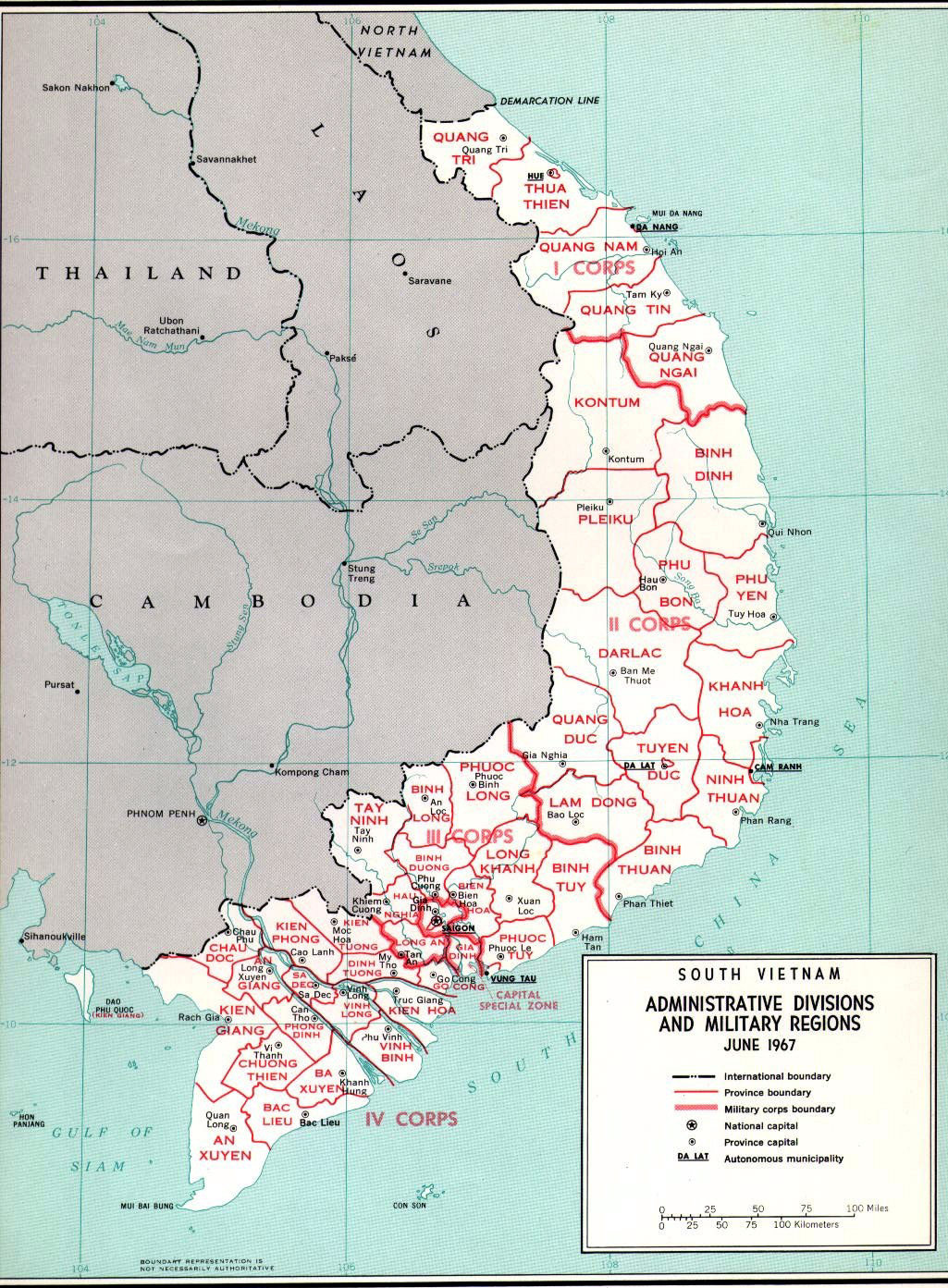
Bản đồ Hành chính Việt Nam Cộng hòa năm 1967

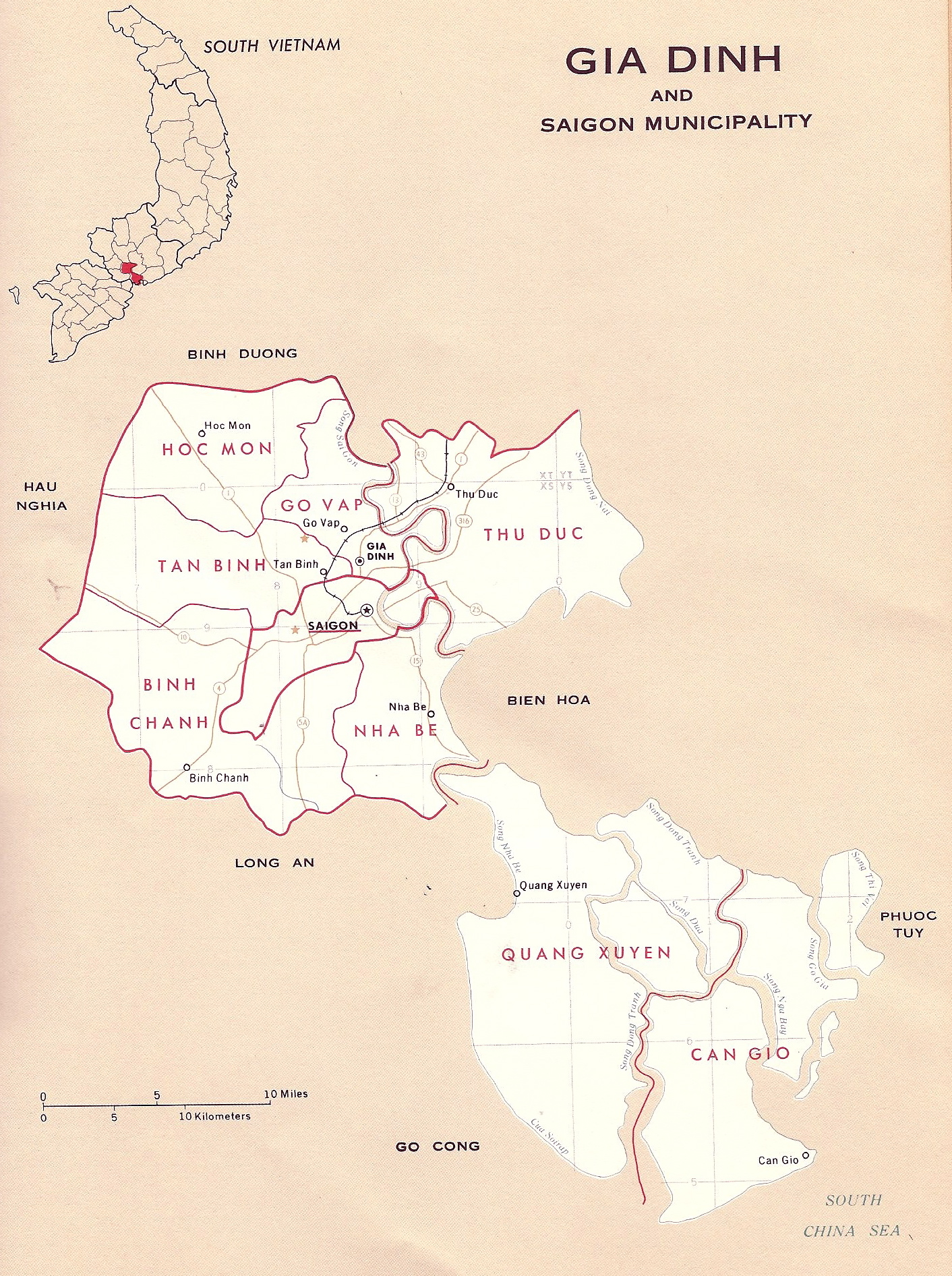
Bản đồ Sài Gòn - Gia Định

- Đô thành Sài Gòn (nay là Thành phố Hồ Chí Minh) là Thủ đô.

| Stt | Tên tỉnh        | Chú thích                           | Stt | Tên tỉnh   | Chú thích                                                            |
| --- | --------------- | ----------------------------------- | --- | ---------- | -------------------------------------------------------------------- |
| 1   | Quảng Trị       |                                     | 19  | Phước Tuy  | Hiện nay: Thành phố Hồ Chí Minh                                      |
| 2   | Thừa Thiên      | Hiện nay: Huế                       | 20  | Bình Dương | Tên cũ: Thủ Dầu Một Hiện nay: Thành phố Hồ Chí Minh                  |
| 3   | Quảng Nam       | Hiện nay: Đà Nẵng                   | 21  | Tây Ninh   |                                                                      |
| 4   | Quảng Ngãi      |                                     | 22  | Gia Định   | Hiện nay: Thành phố Hồ Chí Minh                                      |
| 5   | Bình Định       | Hiện nay: Gia Lai                   | 23  | Long An    | Sáp nhập hai tỉnh: Chợ Lớn và Tân An Hiện nay: Tây Ninh              |
| 6   | Phú Yên         | Hiện nay: Đắk Lắk                   | 24  | Kiến Tường | Tên cũ: Mộc Hóa Hiện nay: Tây Ninh                                   |
| 7   | Khánh Hòa       |                                     | 25  | Kiến Phong | Tên cũ: Phong Thạnh Hiện nay: Đồng Tháp                              |
| 8   | Ninh Thuận      | Hiện nay: Khánh Hoà                 | 26  | Định Tường | Sáp nhập hai tỉnh: Mỹ Tho và Gò Công Hiện nay: Đồng Tháp             |
| 9   | Bình Thuận      | Hiện nay: Lâm Đồng                  | 27  | Kiến Hòa   | Hiện nay: Vĩnh Long                                                  |
| 10  | Kon Tum         | Hiện nay: Quảng Ngãi                | 28  | Vĩnh Long  |                                                                      |
| 11  | Pleiku          | Hiện nay: Gia Lai                   | 29  | Vĩnh Bình  | Hiện nay: Vĩnh Long                                                  |
| 12  | Darlac          |                                     | 30  | An Giang   | Sáp nhập hai tỉnh: Long Xuyên và Châu Đốc                            |
| 13  | Đồng Nai Thượng | Hiện nay: Lâm Đồng                  | 31  | Phong Dinh | Hiện nay: Thành phố Cần Thơ                                          |
| 14  | Phước Long      | Tên cũ: Bà Rá Hiện nay: Đồng Nai    | 32  | Kiên Giang | Sáp nhập hai tỉnh: Rạch Giá và Hà Tiên Hiện nay: An Giang            |
| 15  | Bình Long       | Tên cũ: Hớn Quản Hiện nay: Đồng Nai | 33  | Ba Xuyên   | Sáp nhập hai tỉnh: Bạc Liêu và Sóc Trăng Hiện nay: Thành phố Cần Thơ |
| 16  | Long Khánh      | Hiện nay: Đồng Nai                  | 34  | An Xuyên   | Hiện nay: Cà Mau                                                     |
| 17  | Biên Hòa        | Hiện nay: Đồng Nai                  | 35  | Côn Sơn    | Hiện nay: Đặc khu Côn Đảo thuộc Thành phố Hồ Chí Minh                |
| 18  | Bình Tuy        | Hiện nay: Lâm Đồng                  |     |            |                                                                      |

Đây là cuộc cải tổ hành chính lớn nhất của Chính phủ này:
Ngày 19 tháng 5 năm 1958, lập 2 tỉnh Lâm Đồng và Tuyên Đức từ tỉnh Đồng Nai Thượng.
Ngày 23 tháng 1 năm 1959, lập 2 tỉnh Quảng Đức (từ Darlac) và Phước Thành.
Ngày 21 tháng 1 năm 1961, lập tỉnh Chương Thiện.
Năm 1962, lập 2 tỉnh: 
- Ngày 31 tháng 7, năm 1962: tỉnh Quảng Tín
- Ngày 1 tháng 9, năm 1962: tỉnh Phú Bổn.

Năm 1963, lập 2 tỉnh:
- Ngày 15 tháng 10 năm 1963: tỉnh Hậu Nghĩa
- Ngày 20 tháng 12 năm 1963: tỉnh Gò Công.

### Sau năm 1963 sang Đệ Nhị Cộng hòa
Sau khi nền Đệ Nhất Cộng hòa bị lật đổ thì việc thay đổi phân chia hành chánh giảm bớt tuy vẫn còn thêm bớt một số tỉnh. Đơn vị Trung phần và Nam phần về mặt pháp lý và bốn Tòa Đại biểu Chính phủ cho bốn khu vực: 
| STT | Tên khu vực                 |
| --- | --------------------------- |
| 1   | Cao nguyên Trung phần       |
| 2   | Duyên hải Trung phần        |
| 3   | Miền Đông Nam phần          |
| 4   | Miền Tây Nam phần bị bỏ hẳn |

Ngày 8 tháng 9 năm 1964, lập lại hai tỉnh Châu Đốc và Bạc Liêu.

#### Danh sách các tỉnh, thị xã năm 1964
| Stt | Tên tỉnh         | Quận trực thuộc (Đơn vị hành chính)                                                                              | Xã, Phường       | Diện tích (km²) | Dân số (người) | Tên Tỉnh lỵ      |
| --- | ---------------- | --- | ---------------- | --------------- | -------------- | ---------------- |
|     | Đô thành Sài Gòn | 8 quận: Nhất, Nhì, Ba, Tư, Năm, Sáu, Bảy và Tám                                                                  | 54               | 58              | 1.332.872      | Đô thành Sài Gòn |
| 1   | An Giang         | 4 quận: Châu Thành, Chợ Mới, Huệ Đức, Thốt Nốt                                                                   | 38               | 1.826           | 429.674        | Long Xuyên       |
| 2   | An Xuyên         | 6 quận: Cái Nước, Đầm Dơi, Năm Căn, Quản Long, Sông Ông Đốc, Thới Bình                                           | 23               | 4.952           | 223.800        | Quản Long        |
| 3   | Ba Xuyên         | 5 quận: Kế Sách, Long Phú, Mỹ Xuyên, Thạnh Trị, Thuận Hòa                                                        | 53               | 2.684           | 361.097        | Khánh Hưng       |
| 4   | Bạc Liêu         | 4 quận: Giá Rai, Phước Long, Vĩnh Châu, Vĩnh Lợi                                                                 | 19               | 2.632           | 257.526        | Bạc Liêu         |
| 5   | Biên Hòa         | 7 quận: Cần Giờ, Công Thanh, Dĩ An, Đức Tu, Long Thành, Nhơn Trạch, Quảng Xuyên                                  | 66               | 2.352           | 282.778        | Biên Hòa         |
| 6   | Bình Dương       | 5 quận: Bến Cát, Châu Thành, Lái Thiêu, Phú Hòa, Trị Tâm                                                         | 49               | 1.599           | 248.056        | Phú Cường        |
| 7   | Bình Long        | 3 quận: An Lộc, Chơn Thành, Lộc Ninh                                                                             | 38               | 2.334           | 82.884         | An Lộc           |
| 8   | Bình Tuy         | 3 quận: Hàm Tân, Hoài Đức, Tánh Linh                                                                             | 22               | 4.157           | 54.085         | Hàm Tân          |
| 9   | Côn Sơn          | |                  | 64              | 1.254          |                  |
| 10  | Châu Đốc         | 5 quận: An Phú, Châu Phú, Tân Châu, Tịnh Biên, Tri Tôn                                                           | 56               | 2.151           | 419.978        | Châu Phú         |
| 11  | Chương Thiện     | 5 quận: Đức Long, Kiên Hưng, Kiên Long, Kiên Thiện, Long Mỹ                                                      | 35               | 2.573           | 247.450        | Vị Thanh         |
| 12  | Định Tường       | 7 quận: Bến Tranh, Châu Thành, Chợ Gạo, Giáo Đức, Khiêm Ích, Long Định, Sùng Hiếu                                | 93               | 1.640           | 530.201        | Mỹ Tho           |
| 13  | Gò Công          | 2 quận: Châu Thành, Hòa Đồng                                                                                     | 31               | 580             | 171.027        | Gò Công          |
| 14  | Gia Định         | 8 quận: Bình Chánh, Gò Vấp, Hóc Môn, Nhà Bè, Tân Bình, Thủ Đức                                                   | 64               | 824             | 777.905        | Bình Hòa         |
| 15  | Hậu Nghĩa        | 4 quận: Củ Chi, Đức Hòa, Đức Huệ, Trảng Bàng                                                                     | 24               | 1.300           | 228.407        | Khiêm Cương      |
| 16  | Kiên Giang       | 8 quận: Hà Tiên, Hiếu Lễ, Kiên An, Kiên Bình, Kiên Lương, Kiên Tân, Kiên Thành, Phú Quốc                         | 40               | 5.403           | 362.450        | Rạch Giá         |
| 17  | Kiến Hòa         | 9 quận: Ba Tri, Bình Đại, Đôn Nhơn, Giồng Trôm, Hàm Long, Hương Mỹ, Mỏ Cày, Thạnh Phú, Trúc Giang                | 115              | 2.155           | 568.828        | Trúc Giang       |
| 18  | Kiến Phong       | 5 quận: Cao Lãnh, Hồng Ngự, Kiến Văn, Mỹ An, Thanh Bình                                                          | 45               | 2.615           | 274.575        | Cao Lãnh         |
| 19  | Kiến Tường       | 4 quận: Châu Thành, Kiến Bình, Tuyên Bình, Tuyên Nhơn                                                            | 26               | 2.297           | 51.183         | Mộc Hóa          |
| 20  | Long An          | 6 quận: Bến Lức, Bình Phước, Cần Đức, Tân Trụ, Thạnh Đức, Thủ Thừa                                               | 81               | 1.382           | 390.199        | Tân An           |
| 21  | Long Khánh       | 2 quận: Định Quán, Xuân Lộc                                                                                      | 18               | 3.001           | 112.703        | Xuân Lộc         |
| 22  | Phong Dinh       | 5 quận: Châu Thành, Phong Phú, Phụng Hiệp, Thuận Nhơn, Thuận Trung                                               | 40               | 1.623           | 404.025        | Cần Thơ          |
| 23  | Phước Long       | 4 quận: Bố Đức, Đôn Luân, Đức Phong, Phước Bình                                                                  | 18               | 4.604           | 61.288         | Phước Bình       |
| 24  | Phước Tuy        | 5 quận: Đất Đỏ, Đức Thành, Long Điền, Long Lễ, Xuyên Mộc                                                         | 30               | 2.427           | 100.488        | Phước Lễ         |
| 25  | Phước Thành      | 3 quận: Hiếu Liêm, Phú Giáo, Tân Uyên                                                                            | 21               | 2.747           | 47.728         | Phước Vĩnh       |
| 26  | Tây Ninh         | 4 quận: Hiếu Thiện, Khiêm Hạnh, Phú Khương, Phước Ninh                                                           | 45               | 3.845           | 229.883        | Tây Ninh         |
| 27  | Vĩnh Bình        | 9 quận: Càng Long, Cầu Kè, Cầu Ngang, Châu Thành, Long Toàn, Tiểu Cần, Trà Cú, Trà Ôn, Vũng Liêm                 | 75               | 2.880           | 527.581        | Phú Vinh         |
| 28  | Vĩnh Long        | 9 quận: Bình Minh, Châu Thành, Chợ Lách, Đức Tôn, Đức Thành, Lấp Vò, Minh Đức, Sa Đéc, Tam Bình                  | 81               | 1.900           | 548.901        | Vĩnh Long        |
| 29  | Bình Định        | 11 quận: An Lão, An Nhơn, An Túc, Bình Khê, Hoài Ân, Hoài Nhơn, Phù Cát, Phù Mỹ, Tuy Phước, Vân Canh, Vĩnh Thạnh | 170              | 9.537           | 803.663        | Quy Nhơn         |
| 30  | Bình Thuận       | 7 quận: Hải Long, Hải Ninh, Hàm Thuận, Hòa Đa, Phan Lý Chàm, Tuy Phong, Thiện Giáo                               | 55               | 4.277           | 241.384        | Phan Thiết       |
| 31  | Khánh Hòa        | 6 quận: Cam Lâm, Diên Khánh, Khánh Dương, Ninh Hòa, Vạn Ninh, Vĩnh Xương                                         | 77               | 5.985           | 291.312        | Nha Trang        |
| 32  | Ninh Thuận       | 4 quận: An Phước, Bửu Sơn, Du Long, Thanh Hải                                                                    | 28               | 3.546           | 139.617        | Phan Rang        |
| 33  | Phú Yên          | 7 quận: Đồng Xuân, Hiếu Xương, Phú Đức, Sông Cầu, Sơn Hòa, Tuy An, Tuy Hòa                                       | 55               | 5.233           | 327.533        | Tuy Hòa          |
| 34  | Quảng Nam        | 9 quận: Duy Xuyên, Đại Lộc, Điện Bàn, Đức Dục, Hiếu Đức, Hiếu Nhơn, Hòa Vang, Quế Sơn, Thường Đức                | 140              | 6.777           | 569.322        | Hội An           |
| 35  | Quảng Ngãi       | 10 quận: Ba Tơ, Bình Sơn, Đức Phổ, Minh Long, Mộ Đức, Nghĩa Hành, Sơn Hà, Sơn Tịnh, Tư Nghĩa, Trà Bồng           | 159              | 6.981           | 618.174        | Quảng Ngãi       |
| 36  | Quảng Tín        | 6 quận: Hậu Đức, Hiệp Đức, Lý Tín, Tam Kỳ, Tiên Phước, Thăng Bình                                                | 86               | 4.903           | 340.220        | Tam Kỳ           |
| 37  | Quảng Trị        | 6 quận: Cam Lộ, Gio Linh, Hải Lăng, Hướng Hóa, Triệu Phong, Trung Lương                                          | 84               | 4.741           | 273.186        | Quảng Trị        |
| 38  | Thừa Thiên       | 9 quận: Hương Điền, Hương Thủy, Hương Trà, Nam Hòa, Phong Điền, Phú Lộc, Phú Vang, Quảng Điền, Vĩnh Lộc          | 95               | 4.924           | 461.880        | Huế              |
| 39  | Đắk Lắk          | 4 quận: Ban Mê Thuột, Buôn Hồ, Phước An, Lạc Thiện                                                               | 60               | 10.552          | 154.855        | Ban Mê Thuột     |
| 40  | Kon Tum          | 4 quận: Daksut, Dakto, Kontum, Tou Mrong                                                                         | 98               | 9.112           | 82.526         | Kontum           |
| 41  | Lâm Đồng         | 2 quận: Bảo Lộc, Di Linh                                                                                         | 23               | 4.739           | 64.223         | Bảo Lộc          |
| 42  | Pleiku           | 3 quận: Lệ Thanh, Lệ Trung, Phú Nhơn                                                                             | 101              | 8.444           | 152.784        | Pleiku           |
| 43  | Phú Bổn          | 3 quận: Phú Thiện, Phú Túc, Thuần Mẫn                                                                            | 36               | 4.757           | 43.307         | Hậu Bổn          |
| 44  | Quảng Đức        | 3 quận: Đức Lập, Khiêm Đức, Kiến Đức                                                                             | 15               | 6.010           | 25.155         | Gia Nghĩa        |
| 45  | Tuyên Đức        | 3 quận: Đơn Dương, Đức Trọng, Lạc Dương                                                                          | 28               | 4.704           | 55.586         | Đà Lạt           |
| 46  | Thị xã Vũng Tàu  | 1 quận | 5 khu phố        | 74              | 38.337         |                  |
| 47  | Thị xã Đà Nẵng   | 1 quận | 28 khu phố       | 60              | 143.910        |                  |
| 48  | Thị xã Huế       | 3 quận: Hữu Ngạn, Tả Ngạn, Thành Nội                                                                             | 32 phường        | 15              | 103.563        | nt               |
| 49  | Thị xã Đà Lạt    | Quận 1 và 2 | 10 khu phố       | 69              | 56.760         | nt               |
|     | Toàn VNCH        | 247 quận | 3.685 xã, phường | 174.069         | 14.316.083     |                  |

Ngày 21 tháng 4 năm 1965, bỏ tỉnh Côn Sơn.
Ngày 6 tháng 7 năm 1965 bỏ tỉnh Phước Thành.
Tính đến đầu năm 1966 thì tổng cộng có 43 tỉnh, 4 thị xã, 242 quận và 2.481 xã.
Ngày 24 tháng 9 năm 1966, lập lại tỉnh Sa Đéc.
Từ đó cho đến năm 1975, khi Đệ Nhị Cộng hòa kết thúc. Số tỉnh của Việt Nam Cộng hòa như sau:

#### Danh sách các tỉnh năm 1974
| Stt | Tên tỉnh                       | Năm thành lập         | Đơn vị hành chính (Thị xã và Quận)                                                                          | Tên Tỉnh lỵ        | Chú thích                             | Hiện nay              |
| --- | ------------------------------ | --------------------- | --- | ------------------ | ------------------------------------- | --------------------- |
|     | Đô thành Sài Gòn Ds: 1.825.297 | 1865                  | 1, 2, 3, 4, 5, 6, 7, 8, 9, 10 và 11                                                                         | Thủ đô Sài Gòn     |                                       | Thành phố Hồ Chí Minh |
| 1   | Quảng Trị                      | 1900                  | Cam Lộ, Đông Hà, Gio Linh, Hải Lăng, Hướng Hóa, Mai Lĩnh và Triệu Phong                                     | Quảng Trị          | Khu vực Trung nguyên Trung phần       | Quảng Trị             |
| 2   | Thừa Thiên                     | 1822 (phủ Thừa Thiên) | Tx Huế, quận Hương Điền, Hương Thủy, Hương Trà, Nam Hòa, Phong Điền, Phú Lộc, Phú Thứ, Phú Vang, Quảng Điền | Huế                | nt                                    | Thành phố Huế         |
| 3   | Quảng Nam                      | 1831                  | Tx Đà Nẵng, quận Duy Xuyên, Đại Lộc, Điện Bàn, Đức Dục, Hiếu Đức, Hiếu Nhơn, Hòa Vang và Thường Đức         | Hội An             | nt                                    | Thành phố Đà Nẵng     |
| 4   | Quảng Tín                      | 1956                  | Hậu Đức, Lý Tín, Tam Kỳ, Thăng Bình và Tiên Phước                                                           | Tam Kỳ             | nt                                    | Thành phố Đà Nẵng     |
| 5   | Quảng Ngãi                     | 1832                  | Ba Tơ, Bình Sơn, Đức Phổ, Minh Long, Mộ Đức, Nghĩa Hành, Sơn Hà, Sơn Tịnh, Trà Bồng và Tư Nghĩa             | Quảng Ngãi         | nt                                    | Quảng Ngãi            |
| 6   | Bình Định                      | 1921                  | Tx Quy Nhơn, quận An Nhơn, An Túc, Bình Khê, Hoài Ân, Hoài Nhơn, Phù Cát, Phù Mỹ, Tam Quan và Tuy Phước     | Quy Nhơn           | nt                                    | Gia Lai               |
| 7   | Phú Yên                        | 1921                  | Đồng Xuân, Hiếu Xương, Sông Cầu, Sơn Hòa, Tuy An và Tuy Hòa                                                 | Tuy Hòa            | nt                                    | Đắk Lắk               |
| 8   | Khánh Hòa                      | 1931                  | Tx Cam Ranh, Tx Nha Trang, quận Cam Lâm, Diên Khánh, Khánh Dương, Ninh Hòa, Vạn Ninh và Vĩnh Xương          | Nha Trang          | nt                                    | Khánh Hoà             |
| 9   | Ninh Thuận                     | 1901                  | An phước, Bửu Sơn, Du Long, Sông Pha và Thanh Hải                                                           | Phan Rang          | nt                                    | Khánh Hoà             |
| 10  | Bình Thuận                     | 1827                  | Hải Long, Hải Ninh, Hàm Thuận, Hòa Đa, Phan Lý Chàm, Thiện Giáo và Tuy Phong                                | Phan Thiết         | nt                                    | Lâm Đồng              |
| 11  | Kontum                         | 1913                  | Chương Nghĩa, Dak Sut, Dak To và Kontum                                                                     | Kontum             | Khu vực Cao nguyên Trung phần         | Quảng Ngãi            |
| 12  | Pleiku                         | 1932                  | Lệ Trung, Phú Nhơn, Thanh An và Thuận Đức                                                                   | Pleiku             | nt                                    | Gia Lai               |
| 13  | Phú Bổn                        | 1962                  | Phú Thiện, Phú Túc và Thuần Mẫn                                                                             | Hậu Bổn (Cheo Reo) | nt                                    | Gia Lai               |
| 14  | Darlac                         | 1923                  | Ban Mê Thuột, Buôn Hồ, Lạc Thiện và Phước An                                                                | Ban Mê Thuột       | nt                                    | Đắk Lắk               |
| 15  | Quảng Đức                      | 1959                  | Đức Lập, Khiêm Đức và Kiến Đức                                                                              | Gia Nghĩa          | nt                                    | Lâm Đồng              |
| 16  | Tuyên Đức                      | 1958                  | Tx Đà Lạt, quận Đơn Dương, Đức Trọng và Lạc Dương                                                           | Đà Lạt Tùng Nghĩa  | nt                                    | Lâm Đồng              |
| 17  | Lâm Đồng                       | 1958                  | Bảo Lộc, Di Linh                                                                                            | Bảo Lộc            | nt                                    | Lâm Đồng              |
| 18  | Bình Tuy                       | 1956                  | Hàm Tân, Hoài Đức và Tánh Linh                                                                              | Hàm Tân            | Khu vực Nam phần Hiện nay:Đông Nam Bộ | Lâm Đồng              |
| 19  | Phước Tuy                      | 1957                  | Tx Vũng Tàu, quận Đất Đỏ, Đức Thạnh, Long Điền, Long Lễ và Xuyên Mộc                                        | Phước Lễ           | nt                                    | Thành phố Hồ Chí Minh |
| 20  | Long Khánh                     | 1956                  | Định Quán, Kiệm Tân và Xuân Lộc                                                                             | Xuân Lộc           | nt                                    | Đồng Nai              |
| 21  | Biên Hòa                       | 1900                  | Công Thanh, Dĩ An, Đức Tu, Long Thành, Nhơn Trạch và Tân Uyên                                               | Biên Hòa           | nt                                    | Đồng Nai              |
| 22  | Gia Định                       | 1899                  | Bình Chánh, Cần Giờ, Gò Vấp, Hóc Môn, Nhà Bè, Quảng Xuyên, Tân Bình và Thủ Đức                              | Gia Định           | nt                                    | Thành phố Hồ Chí Minh |
| 23  | Bình Dương                     | 1956                  | Bến Cát, Châu Thành, Lái Thiêu, Phú Hòa, Phú Giáo và Trị Tâm                                                | Phú Cường          | nt                                    | Thành phố Hồ Chí Minh |
| 24  | Tây Ninh                       | 1900                  | Hiếu Thiện, Khiêm Hạnh, Phú Khương và Phú Ninh                                                              | Tây Ninh           | nt                                    | Tây Ninh              |
| 25  | Bình Long                      | 1956                  | An Lộc, Chơn Thành và Lộc Ninh                                                                              | An Lộc             | nt                                    | Đồng Nai              |
| 26  | Phước Long                     | 1956                  | Bố Đức, Phước Bình, Đôn Luân và Đức Phong                                                                   | Phước Bình         | nt                                    | Đồng Nai              |
| 27  | Hậu Nghĩa                      | 1963                  | Củ chi, Đức Hòa, Đức Huệ và Trảng Bàng                                                                      | Khiêm Cương        | nt                                    | Tây Ninh              |
| 28  | Long An                        | 1956                  | Bến Lức, Cần Đước, Cần Giuộc, Bình Phước, Thủ Thừa, Rạch Kiến, Tân Trụ và Thủ Thừa                          | Tân An             | nt Hiện nay: Tây Nam Bộ               | Tây Ninh              |
| 29  | Kiến Tường                     | 1956                  | Châu Thành, Kiến Bình, Tuyên Bình và Tuyên Nhơn                                                             | Mộc Hóa            | nt                                    | Tây Ninh              |
| 30  | Gò Công                        | 1900                  | Hòa Bình, Hòa Đồng, Hòa Lạc và Hòa Tân                                                                      | Gò Công            | nt                                    | Đồng Tháp             |
| 31  | Định Tường                     | 1956                  | Tx Mỹ Tho, quận Bến Tranh, Cai Lậy, Cái Bè, Châu thành, Chợ Gạo, Giáo Đức, Hậu Mỹ và Sầm Giang              | Mỹ Tho             | nt                                    | Đồng Tháp             |
| 32  | Kiến Phong                     | 1956                  | Cao Lãnh, Đồng Tiến, Hồng Ngự, Kiến Văn, Mỹ An và Thanh Bình                                                | Cao Lãnh           | nt                                    | Tây Ninh              |
| 33  | Châu Đốc                       | 1900                  | An Phú, Châu Phú, Tân Châu, Tịnh Biên và Tri Tôn                                                            | Châu Phú           | nt                                    | An Giang              |
| 34  | Kiến Hòa                       | 1956                  | Ba Tri, Bình Đại, Đôn Nhơn, Giồng Trôm, Hàm Long, Hương Mỹ, Mỏ cày, Thạnh Phú và Trúc Giang                 | Trúc Giang         | nt                                    | Vĩnh Long             |
| 35  | Vĩnh Long                      | 1900                  | Bình Minh, Châu Thành, Chợ Lách, Minh Đức, Tam Bình, Trà Ôn và Vũng Liêm                                    | Vĩnh Long          | nt                                    | Vĩnh Long             |
| 36  | Sa Đéc                         | 1900                  | Đức Thạnh, Đức Thịnh, Đức Tôn và Lấp Vò                                                                     | Sa Đéc             | nt                                    | Đồng Tháp             |
| 37  | An Giang                       | 1900                  | Châu Thành, Chợ Mới, Huệ Đức và Thốt Nốt                                                                    | Long Xuyên         | nt                                    | An Giang              |
| 38  | Kiên Giang                     | 1920                  | Tx Rạch Giá, quận Hà Tiên, Hiếu Lễ, Kiên An, Kiên Bình, Kiên Lương, Kiên Tân và Kiên Thành                  | Rạch Giá           | nt                                    | An Giang              |
| 39  | Vĩnh Bình                      | 1956                  | Càng Long, Cầu Kè, Cầu Ngang, Châu Thành, Long Toàn, Tiểu Cần và Trà Cú                                     | Phú Vinh           | nt                                    | Vĩnh Long             |
| 40  | Phong Dinh                     | 1900                  | Tx Cần Thơ, quận Châu Thành, Phong Điền, Phong Phú, Phong Thuận, Phụng Hiệp, Thuận Nhơn và Thuận Trung      | Cần Thơ            | nt                                    | Thành phố Cần Thơ     |
| 41  | Ba Xuyên                       | 1956                  | Hòa Trị, Kế Sách, Lịch Hội, Long Phú, Mỹ Xuyên, Ngã Năm, Thạnh Trị và Thuận Hòa                             | Khánh Hưng         | nt                                    | Thành phố Cần Thơ     |
| 42  | Chương Thiện                   | 1961                  | Đức Long, Hưng Long, Kiên Hưng, Kiên Long, Kiên Thiện và Long Mỹ                                            | Vị Thanh           | nt                                    | Thành phố Cần Thơ     |
| 43  | Bạc Liêu                       | 1900                  | Giá Rai, Phước Long, Vĩnh Châu và Vĩnh Lợi                                                                  | Bạc Liêu           | nt                                    | Cà Mau                |
| 44  | An Xuyên                       | 1956                  | Đầm Dơi, Hải Yến, Năm Căn, Quản Long, Sông Ông Đốc và Thới Bình                                             | Quản Long          | nt                                    | Cà Mau                |
|     |                                |                       | Tổng cộng: 10 thị xã và 257 quận (kể cả 11 quận đô thành SG)                                                |                    |                                       |                       |

- Khu vực đông dân cư nhất là Đô thành Sài Gòn, ít dân cư nhất là tỉnh Quảng Đức.[28]

#### Thị xã tự trị và Đặc khu năm 1974
| Stt | Tên thị xã Đặc khu | Dân số (ngàn người) | Quận trực thuộc                                                         | Tên tỉnh lỵ                                      | Chú thích                      | Hiện nay              |
| --- | ------------------ | ------------------- | ----------------------------------------------------------------------- | ------------------------------------------------ | ------------------------------ | --------------------- |
| 1   | Cam Ranh           | 118.111             | 2 quận Bắc và Nam                                                       | Cam Ranh                                         | Trực thuộc trung ương          | Khánh Hoà             |
| 2   | Cần Thơ            | 182.424             | 2 quận: 1 và 2                                                          | Cần Thơ Kiêm tỉnh lỵ Phong Dinh                  | Trực thuộc tỉnh                | Thành phố Cần Thơ     |
| 3   | Đà Nẵng            | 472.194             | 3 quận: 1, 2 và 3                                                       | Đà Nẵng                                          | Trực thuộc trung ương          | Thành phố Đà Nẵng     |
| 4   | Đà Lạt             | 105.072             | 1 quận                                                                  | Đà Lạt Kiêm tỉnh lỵ Tuyên Đức (đến tháng 9/1967) | Trực thuộc tỉnh                | Lâm Đồng              |
| 5   | Huế                | 209.043             | 3 quận: Quận Nhất (Thành Nội), Quận Nhì (Tả Ngạn) và Quận Ba (Hữu Ngạn) | Huế Kiêm tỉnh lỵ Thừa Thiên                      | nt                             | Thành phố Huế         |
| 6   | Nha Trang          | 216.227             | 2 quận: 1 và 2                                                          | Nha Trang Kiêm tỉnh lỵ Khánh Hòa                 | nt                             | Khánh Hoà             |
| 7   | Mỹ Tho             | 119.892             | 1 quận                                                                  | Mỹ Tho Kiêm tỉnh lỵ Định Tường                   | nt                             | Đồng Tháp             |
| 8   | Quy Nhơn           | 213.727             | 2 quận: Nhơn Bình, Nhơn Định                                            | Quy Nhơn Kiêm tỉnh lỵ Bình Định                  | nt                             | Gia Lai               |
| 9   | Rạch Giá           | 99.923              | 1 quận                                                                  | Rạch Giá Kiêm tỉnh lỵ Kiên Giang                 | nt                             | An Giang              |
| 10  | Vũng Tàu           | 108.436             | 1 quận                                                                  | Vũng Tàu                                         | Trực thuộc trung ương          | Thành phố Hồ Chí Minh |
|     | Côn Sơn Đặc khu    |                     |                                                                         | Côn Sơn                                          | Trực thuộc Bộ tư lệnh Hải quân | Thành phố Hồ Chí Minh |
|     | Phú Quốc Đặc khu   | 108.136             | 2 quận: An Thới và Dương Đông                                           | Phú Quốc                                         | nt                             | An Giang              |

## Tổng kết lịch trình
| Hiện nay              | 1966-1975    | 1965                    | 1964                    | 1963                    | 1962                    | 1961                    | 1959                     | 1958                     | 1957                     | 1956                     | 1955            |
| Quảng Trị             | Quảng Trị    | Quảng Trị               | Quảng Trị               | Quảng Trị               | Quảng Trị               | Quảng Trị               | Quảng Trị                | Quảng Trị                | Quảng Trị                | Quảng Trị                | Quảng Trị       |
| Huế                   | Thừa Thiên   | Thừa Thiên              | Thừa Thiên              | Thừa Thiên              | Thừa Thiên              | Thừa Thiên              | Thừa Thiên               | Thừa Thiên               | Thừa Thiên               | Thừa Thiên               | Thừa Thiên      |
| Đà Nẵng               | Quảng Nam    | Quảng Nam               | Quảng Nam               | Quảng Nam               | Quảng Nam               | Quảng Nam               | Quảng Nam                | Quảng Nam                | Quảng Nam                | Quảng Nam                | Quảng Nam       |
| Đà Nẵng               | Quảng Tín    |                         |                         |                         |                         | Quảng Nam               | Quảng Nam                | Quảng Nam                | Quảng Nam                | Quảng Nam                | Quảng Nam       |
| Quảng Ngãi            | Quảng Ngãi   | Quảng Ngãi              | Quảng Ngãi              | Quảng Ngãi              | Quảng Ngãi              | Quảng Ngãi              | Quảng Ngãi               | Quảng Ngãi               | Quảng Ngãi               | Quảng Ngãi               | Quảng Ngãi      |
| Quảng Ngãi            | Kontum       |                         |                         |                         |                         |                         |                          |                          |                          |                          |                 |
| Gia Lai               | Bình Định    | Bình Định               | Bình Định               | Bình Định               | Bình Định               | Bình Định               | Bình Định                | Bình Định                | Bình Định                | Bình Định                | Bình Định       |
| Gia Lai               | Pleiku       | Pleiku                  | Pleiku                  | Pleiku                  | Pleiku                  | Pleiku                  | Pleiku                   | Pleiku                   | Pleiku                   | Pleiku                   | Pleiku          |
| Gia Lai               | Phú Bổn      |                         |                         |                         |                         | Pleiku                  | Pleiku                   | Pleiku                   | Pleiku                   | Pleiku                   | Pleiku          |
| Khánh Hoà             | Khánh Hòa    | Khánh Hòa               | Khánh Hòa               | Khánh Hòa               | Khánh Hòa               | Khánh Hòa               | Khánh Hòa                | Khánh Hòa                | Khánh Hòa                | Khánh Hòa                | Khánh Hòa       |
| Khánh Hoà             | Ninh Thuận   |                         |                         |                         |                         |                         |                          |                          |                          |                          |                 |
| Đắk Lắk               | Phú Yên      | Phú Yên                 | Phú Yên                 | Phú Yên                 | Phú Yên                 | Phú Yên                 | Phú Yên                  | Phú Yên                  | Phú Yên                  | Phú Yên                  | Phú Yên         |
| Đắk Lắk               | Darlac       | Darlac                  | Darlac                  | Darlac                  | Darlac                  | Darlac                  | Darlac                   | Darlac                   | Darlac                   | Darlac                   | Darlac          |
| Lâm Đồng              | Quảng Đức    | Quảng Đức               | Quảng Đức               | Quảng Đức               | Quảng Đức               | Quảng Đức               | Quảng Đức                | Darlac                   | Darlac                   | Darlac                   | Darlac          |
| Lâm Đồng              | Bình Thuận   | Bình Thuận              | Bình Thuận              | Bình Thuận              | Bình Thuận              | Bình Thuận              | Bình Thuận               | Bình Thuận               | Bình Thuận               | Bình Thuận               | Bình Thuận      |
| Lâm Đồng              | Bình Tuy     |                         |                         |                         |                         |                         |                          |                          |                          |                          | Bình Thuận      |
| Lâm Đồng              | Tuyên Đức    | Tuyên Đức               | Tuyên Đức               | Tuyên Đức               | Tuyên Đức               | Tuyên Đức               | Tuyên Đức                | Tuyên Đức                | Đồng Nai Thượng          | Đồng Nai Thượng          | Đồng Nai Thượng |
| Lâm Đồng              | Lâm Đồng     |                         |                         |                         |                         |                         |                          |                          | Đồng Nai Thượng          | Đồng Nai Thượng          | Đồng Nai Thượng |
| Đồng Nai              | Phước Long   | Phước Long              | Phước Long              | Phước Long              | Phước Long              | Phước Long              | Phước Long               | Phước Long               | Phước Long               | Phước Long               | Biên Hòa        |
| Đồng Nai              | Biên Hòa     |                         |                         |                         |                         |                         |                          |                          |                          |                          | Biên Hòa        |
| Đồng Nai              | Long Khánh   |                         |                         |                         |                         |                         |                          |                          |                          |                          | Biên Hòa        |
| Đồng Nai              | Bình Long    | Bình Long               | Bình Long               | Bình Long               | Bình Long               | Bình Long               | Bình Long                | Bình Long                | Bình Long                | Thủ Dầu Một              | Thủ Dầu Một     |
| Thành phố Hồ Chí Minh | Bình Dương   | Bình Dương              | Bình Dương              | Bình Dương              | Bình Dương              | Bình Dương              | Bình Dương               | Bình Dương               | Bình Dương               | Thủ Dầu Một              | Thủ Dầu Một     |
| Thành phố Hồ Chí Minh | Phước Tuy    | Phước Tuy               | Phước Tuy               | Phước Tuy               | Phước Tuy               | Phước Tuy               | Phước Tuy                | Phước Tuy                | Phước Tuy                | Phước Tuy                | Bà Rịa          |
| Thành phố Hồ Chí Minh | Gia Định     | Gia Định                | Gia Định                | Gia Định                | Gia Định                | Gia Định                | Gia Định                 | Gia Định                 | Gia Định                 | Gia Định                 | Gia Định        |
| Tây Ninh              | Hậu Nghĩa    | Hậu Nghĩa               | Hậu Nghĩa               | Hậu Nghĩa               | Gia Định                | Gia Định                | Gia Định                 | Gia Định                 | Gia Định                 | Gia Định                 | Gia Định        |
| Tây Ninh              | Tây Ninh     |                         |                         |                         |                         |                         |                          |                          |                          |                          |                 |
| Tây Ninh              | Kiến Tường   | Kiến Tường              | Kiến Tường              | Kiến Tường              | Kiến Tường              | Kiến Tường              | Kiến Tường               | Kiến Tường               | Kiến Tường               | Kiến Tường               | Tân An          |
| Tây Ninh              | Long An      |                         |                         |                         |                         |                         |                          |                          |                          |                          | Tân An          |
| Vĩnh Long             | Kiến Hòa     | Kiến Hòa                | Kiến Hòa                | Kiến Hòa                | Kiến Hòa                | Kiến Hòa                | Kiến Hòa                 | Kiến Hòa                 | Kiến Hòa                 | Kiến Hòa                 | Bến Tre         |
| Vĩnh Long             | Vĩnh Long    |                         |                         |                         |                         |                         |                          |                          |                          |                          |                 |
| Vĩnh Long             | Vĩnh Bình    | Vĩnh Bình               | Vĩnh Bình               | Vĩnh Bình               | Vĩnh Bình               | Vĩnh Bình               | Vĩnh Bình                | Vĩnh Bình                | Vĩnh Bình                | Vĩnh Bình                | Trà Vinh        |
| Đồng Tháp             | Gò Công      | Gò Công                 | Gò Công                 | Gò Công                 | Định Tường              | Định Tường              | Định Tường               | Định Tường               | Định Tường               | Định Tường               | Gò Công         |
| Đồng Tháp             | Định Tường   | Định Tường              | Định Tường              | Định Tường              | Định Tường              | Định Tường              | Định Tường               | Định Tường               | Định Tường               | Định Tường               | Mỹ Tho          |
| Đồng Tháp             | Sa Đéc       | một phần tỉnh Vĩnh Long | một phần tỉnh Vĩnh Long | một phần tỉnh Vĩnh Long | một phần tỉnh Vĩnh Long | một phần tỉnh Vĩnh Long | một phần tỉnh Vĩnh Long  | một phần tỉnh Vĩnh Long  | một phần tỉnh Vĩnh Long  | một phần tỉnh Vĩnh Long  | Sa Đéc          |
| Đồng Tháp             | Kiến Phong   | Kiến Phong              | Kiến Phong              | Kiến Phong              | Kiến Phong              | Kiến Phong              | Kiến Phong               | Kiến Phong               | Kiến Phong               | Kiến Phong               | Long Xuyên      |
| An Giang              | An Giang     | An Giang                | An Giang                | An Giang                | An Giang                | An Giang                | An Giang                 | An Giang                 | An Giang                 | An Giang                 | Long Xuyên      |
| An Giang              | Châu Đốc     | Châu Đốc                | Châu Đốc                | Một phần tỉnh An Giang  | Một phần tỉnh An Giang  | Một phần tỉnh An Giang  | Một phần tỉnh An Giang   | Một phần tỉnh An Giang   | Một phần tỉnh An Giang   | Một phần tỉnh An Giang   | Châu Đốc        |
| An Giang              | Kiên Giang   | Kiên Giang              | Kiên Giang              | Kiên Giang              | Kiên Giang              | Kiên Giang              | Kiên Giang               | Kiên Giang               | Kiên Giang               | Kiên Giang               | Hà Tiên         |
| An Giang              | Kiên Giang   | Kiên Giang              | Kiên Giang              | Kiên Giang              | Kiên Giang              | Kiên Giang              | Kiên Giang               | Kiên Giang               | Kiên Giang               | Kiên Giang               | Rạch Giá        |
| Cần Thơ               | Chương Thiện | Chương Thiện            | Chương Thiện            | Chương Thiện            | Chương Thiện            | Chương Thiện            | Một phần tỉnh Kiên Giang | Một phần tỉnh Kiên Giang | Một phần tỉnh Kiên Giang | Một phần tỉnh Kiên Giang | Thuộc Rạch Giá  |
| Cần Thơ               | Phong Dinh   | Phong Dinh              | Phong Dinh              | Phong Dinh              | Phong Dinh              | Phong Dinh              | Phong Dinh               | Phong Dinh               | Phong Dinh               | Phong Dinh               | Cần Thơ         |
| Cần Thơ               | Ba Xuyên     | Ba Xuyên                | Ba Xuyên                | Ba Xuyên                | Ba Xuyên                | Ba Xuyên                | Ba Xuyên                 | Ba Xuyên                 | Ba Xuyên                 | Ba Xuyên                 | Bạc Liêu        |
| Cà Mau                | Bạc Liêu     | Bạc Liêu                | Bạc Liêu                | Ba Xuyên                | Ba Xuyên                | Ba Xuyên                | Ba Xuyên                 | Ba Xuyên                 | Ba Xuyên                 | Ba Xuyên                 | Sóc Trăng       |
| Cà Mau                | An Xuyên     | An Xuyên                | An Xuyên                | An Xuyên                | An Xuyên                | An Xuyên                | An Xuyên                 | An Xuyên                 | An Xuyên                 | An Xuyên                 | Cà Mau          |
| Hiện nay              | 1966-1975    | 1965                    | 1964                    | 1963                    | 1962                    | 1961                    | 1959                     | 1958                     | 1957                     | 1956                     | 1955            |

## Tổ chức

### Đệ Nhất Cộng hòa
Tỉnh trưởng là do tổng thống bổ nhiệm, có thể là quân nhân hoặc công chức. Cấp tỉnh không có mô hình cơ quan nghị luận. Tỉnh trưởng có toàn quyền hành pháp, thi hành mệnh lệnh trung ương; riêng ở vùng có dân thiểu số sắc tộc thì có thể gia giảm để thích hợp với tình hình địa phương.
Tỉnh trưởng cũng có quyền bổ nhiệm hội đồng xã và đề cử quận trưởng để tổng thống phái bổ. Nói chung thì tỉnh trưởng trực thuộc phủ tổng thống hoặc thông qua Bộ Nội vụ hay Tòa Đại biểu Chính phủ ở miền đó.

### Đệ Nhị Cộng hòa
Đứng đầu tỉnh là Tỉnh trưởng (quân nhân, thường là cấp Trung tá trở lên, hầu hết là cấp Đại tá) và Phó tỉnh trưởng (dân sự). Cả hai do Tổng thống bổ nhiệm và thông qua Thủ tướng và Bộ trưởng Bộ Nội vụ. Tỉnh trưởng có trách nhiệm trật tự an ninh, soạn ngân sách, và điều hành lực lượng Nhân dân Tự vệ còn Phó tỉnh trưởng có trọng trách hành chánh. Chiếu theo Hiến pháp thời Đệ Nhị Cộng hòa Việt Nam thì người dân có quyền bỏ phiếu chọn Tỉnh trưởng nhưng trong tình trạng chiến tranh không thể tổ chức bầu cử địa phương ở mọi tỉnh được, Điều 65 cho phép Tổng thống nắm quyền bổ nhiệm Tỉnh trưởng.
Trong khi ở cấp trung ương có các Bộ điều hành thì ở cấp tỉnh có các Ty:
1. Ty Hành chánh: điều hợp các chương trình, tổ chức bầu cử, phát thẻ cử tri, báo cáo với Trung ương;
2. Ty Cảnh sát Quốc gia: kiểm tra lý lịch, cấp thẻ căn cước;
3. Ty Thông tin: quảng bá tin tức và chính sách Chính phủ;
4. Ty Canh nông: trông coi nông nghiệp;
5. Ty Điền địa: đo đạc đất đai, cấp phát đất cho người định cư;
6. Ty Tài chánh: kiểm soát chi thu;
7. Ty Kiến thiết: vẽ mẫu thực hiện các công trình;
8. Ty Công chánh: thực hiện công trình đào giếng, ống nước máy, cống nước, đắp đường, bắc cầu;
9. Ty Xã hội: phụ cấp nhu yếu phẩm cho người nghèo, kiểm soát các cơ sở như Cô nhi viện;
10. Ty Thanh niên: tổ chức các đoàn thể, các chương trình thể dục, thể thao, văn nghệ;
11. Ty Tiểu học: tổ chức trường sở, giáo viên;
12. Ty Y tế: trông coi trạm xá phát thuốc, chích ngừa, vệ sinh công cộng;
13. Ty Tỵ nạn cộng sản: ở những tỉnh thiếu an ninh, giúp cứu trợ và định cư.

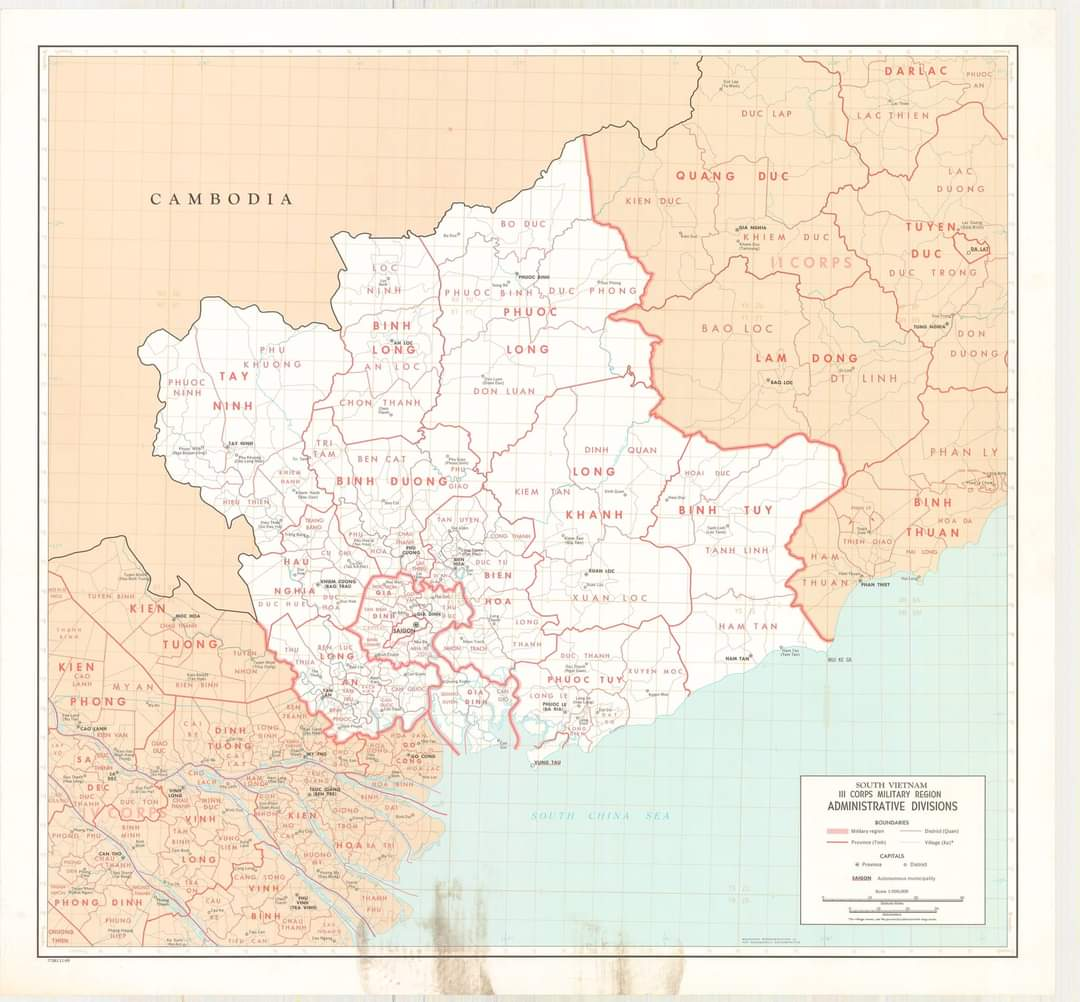
Bản đồ Miền Đông Nam phần năm 1970

Sang thập niên 1970 việc phân phối các ty có thay đổi như sau:
- Ty Tài chánh đổi thành Ty Ngân sách và Kế toán;
- Thêm các Ty Nội an, Ty Kinh tế, Ty Công vụ, Ty Nhân dân tự vệ và Ty Phát triển Sắc tộc ở các tỉnh Cao nguyên Trung phần.

Ty ở cấp tỉnh chấp hành lệnh của Tỉnh trưởng cùng những chỉ thị của Trung ương, tức
các Bộ trưởng. Dưới các ty là phòng hoặc sở.
Tương đương với tỉnh nhưng dưới quy mô nhỏ hơn là các thị xã, đứng đầu là Thị trưởng. Riêng Sài Gòn có Đô trưởng cho Đô thành Sài Gòn.
Ngoài các ty, mỗi tỉnh còn có Hội đồng tỉnh, số lượng nghị viên tùy thuộc vào dân số mỗi tỉnh nhưng tối đa là 30 nghị viên. Hội đồng tỉnh có quyền quyết nghị, kiểm soát và tư vấn.

## Bản đồ một số tỉnh thời VNCH

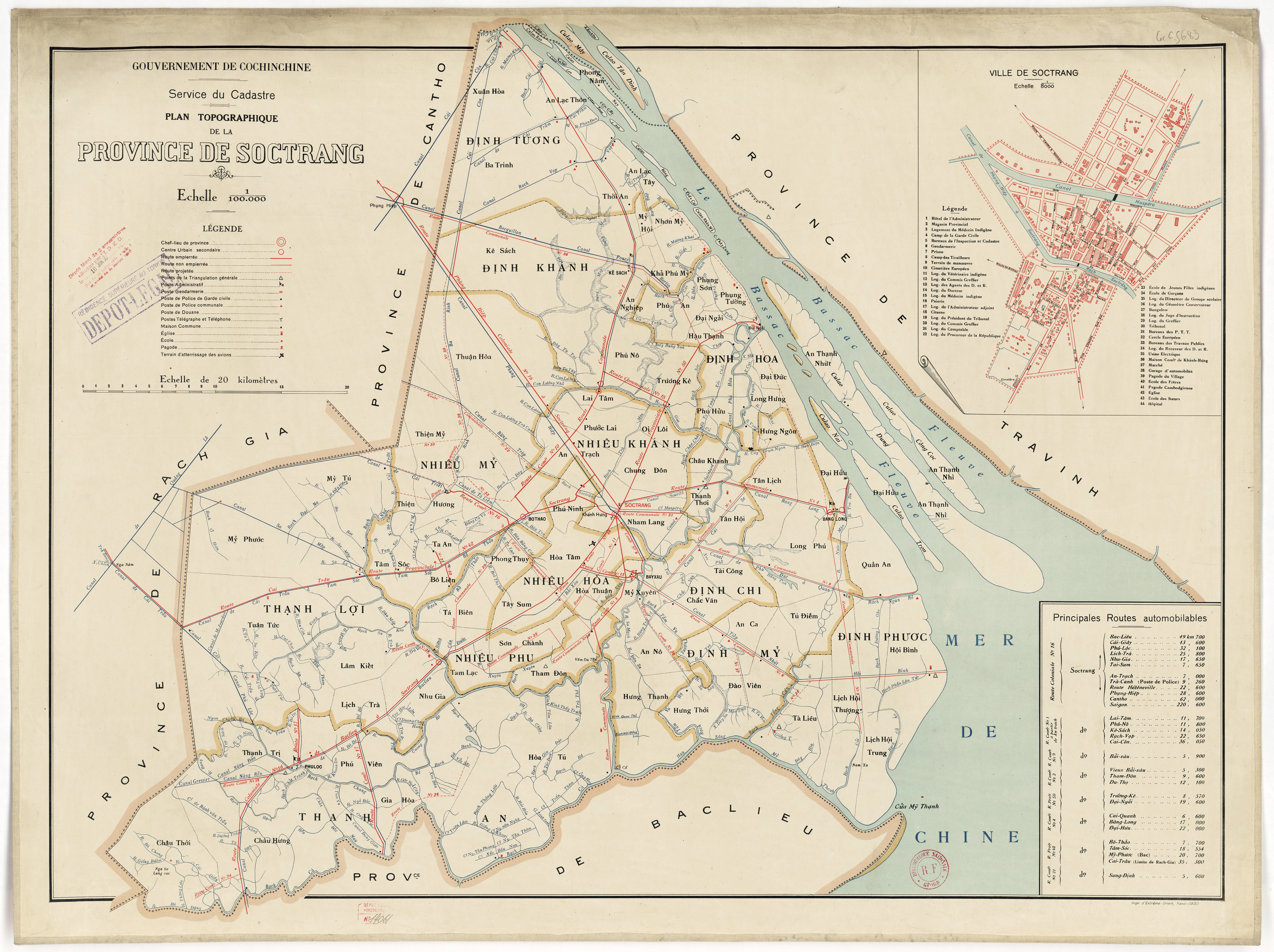
Ba Xuyên
Châu Đốc
Chương Thiện
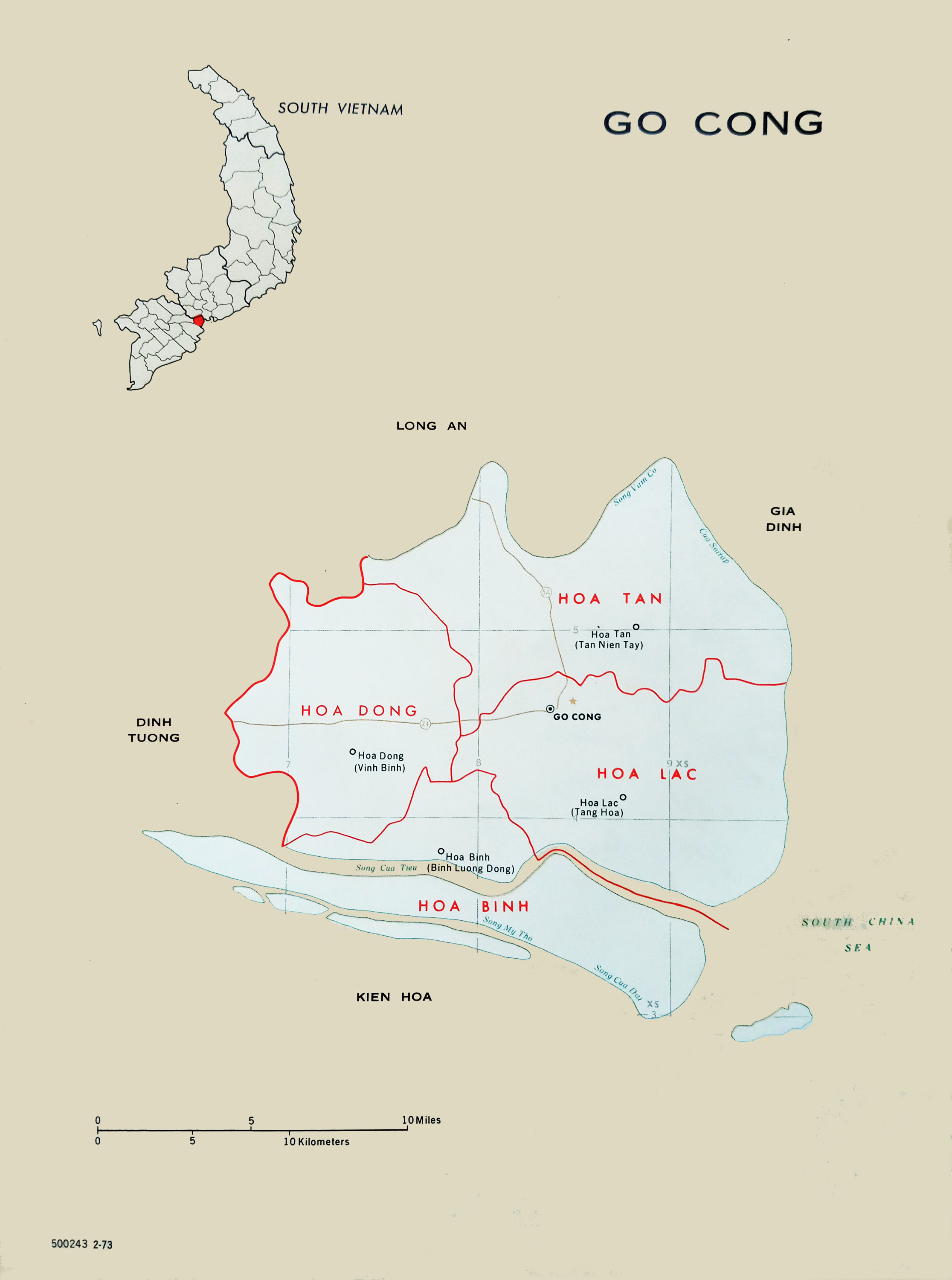
Gò Công
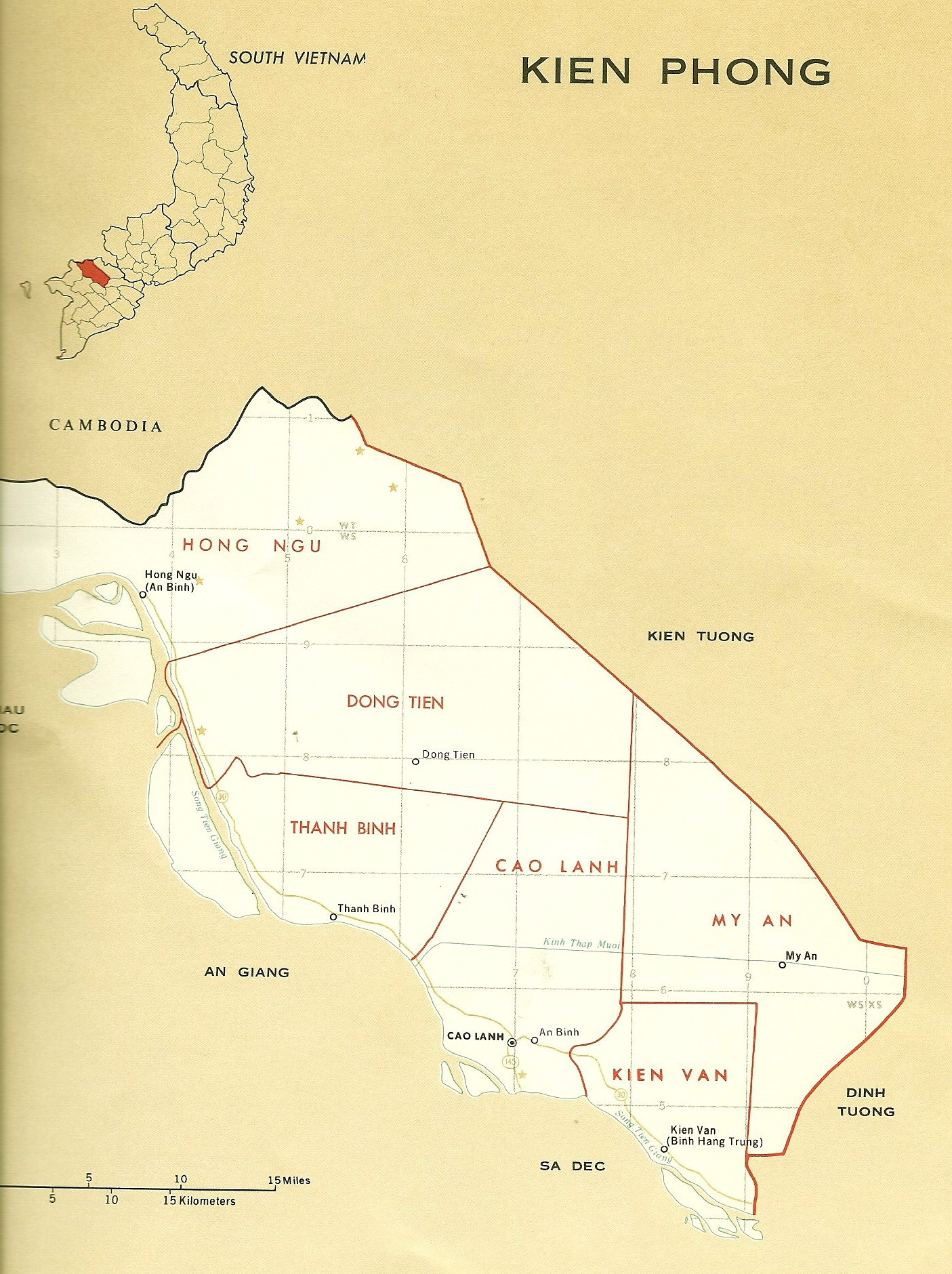
Kiến Phong
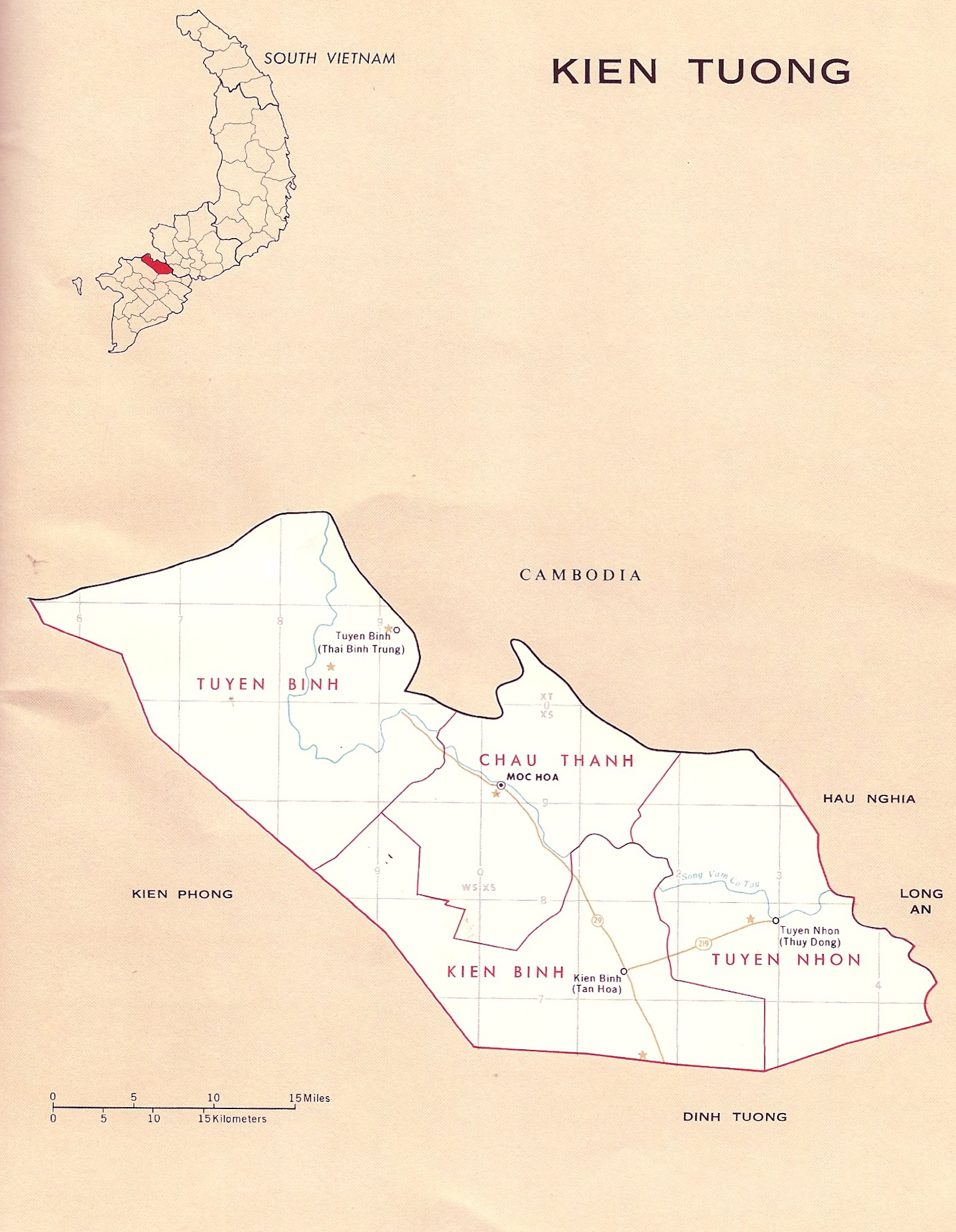
Kiến Tường
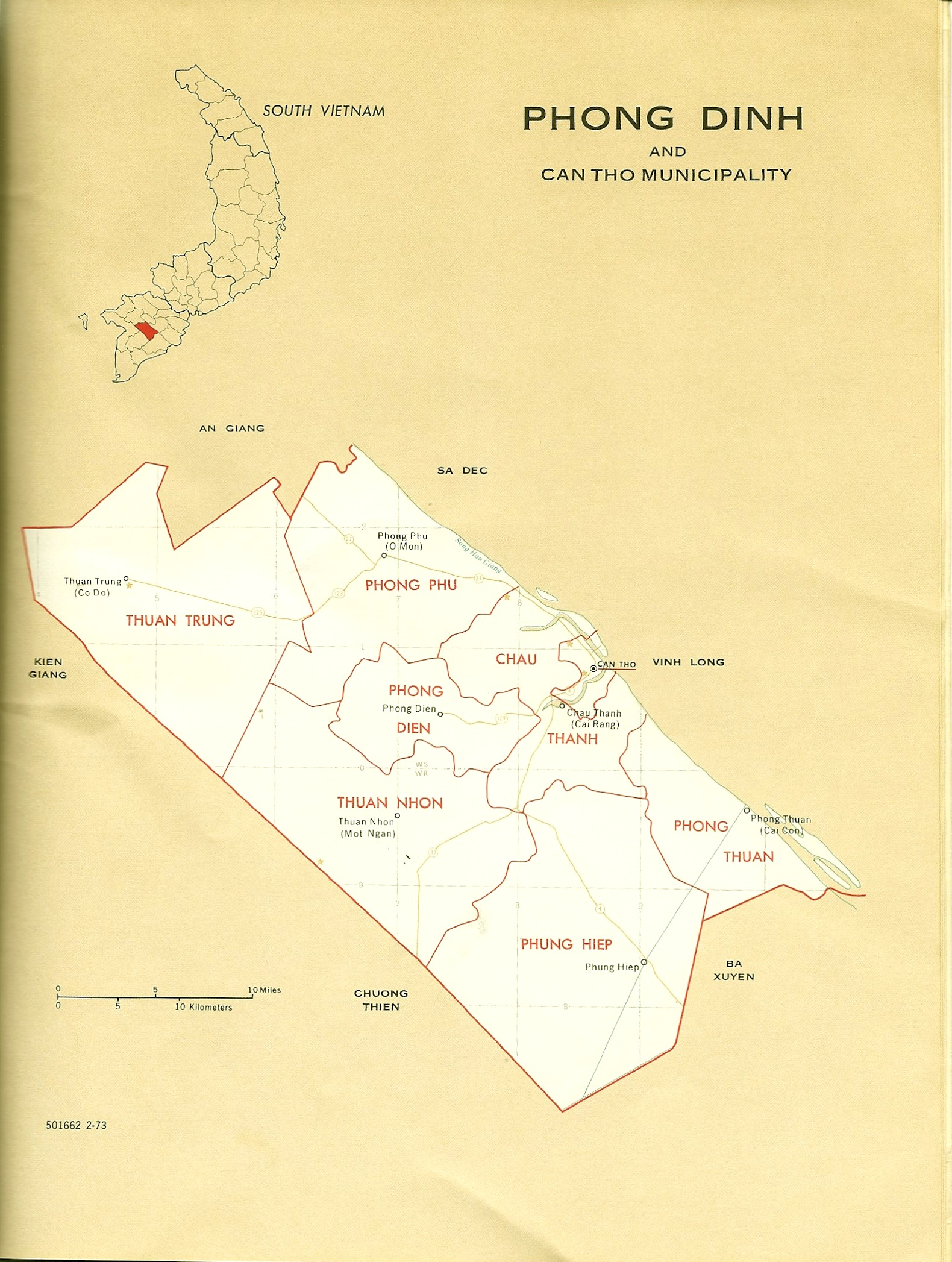
Phong Dinh
Phú Bổn
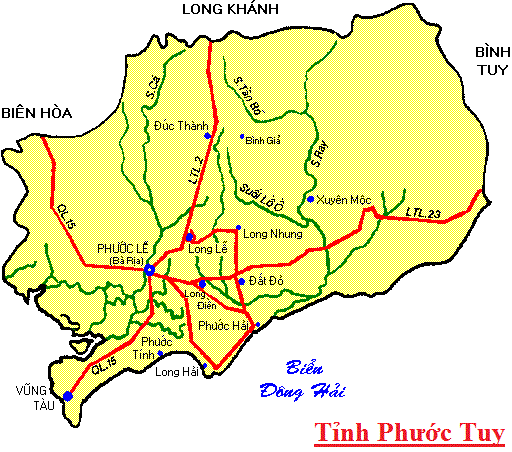
Phước Tuy
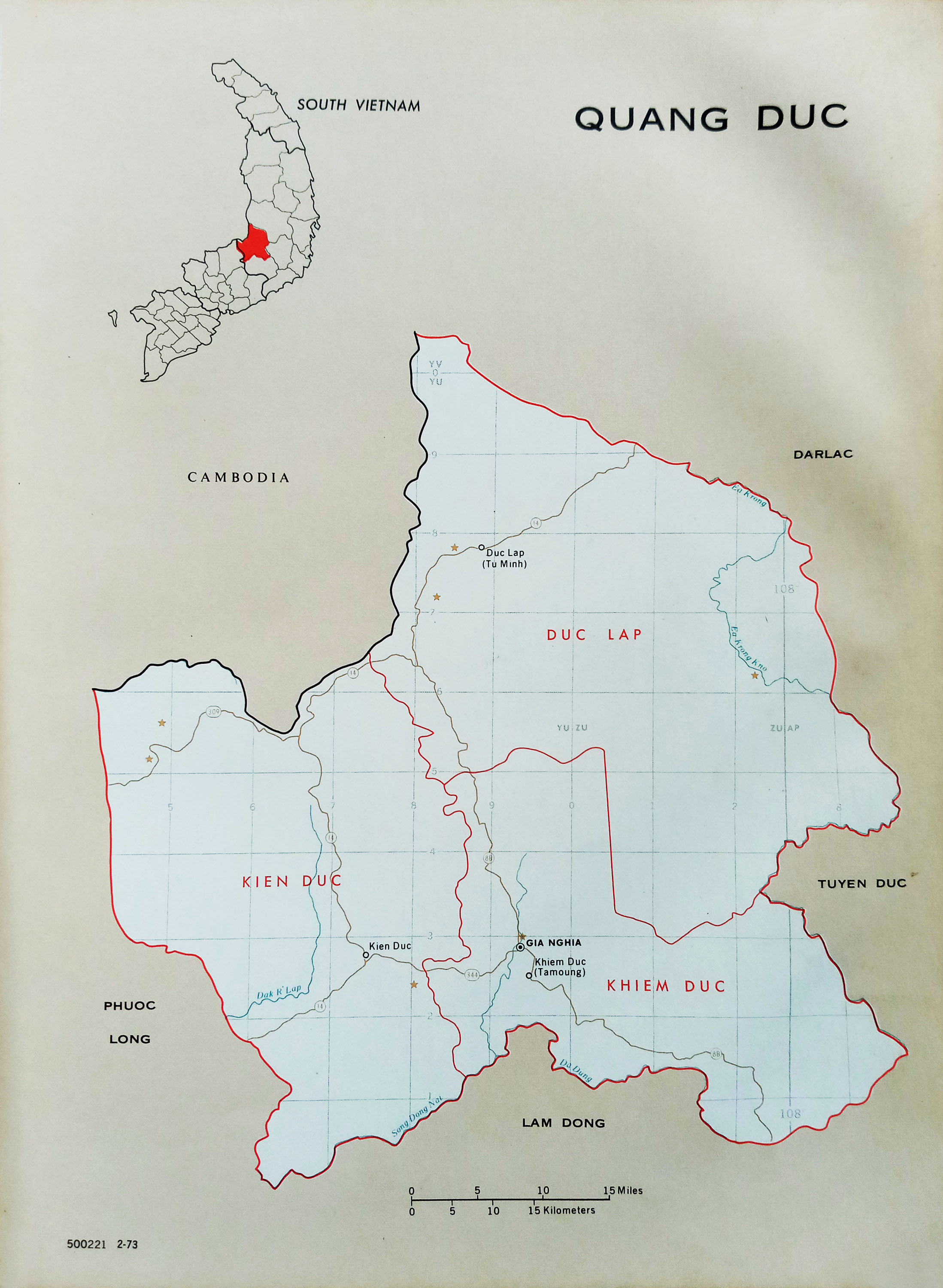
Quảng Đức
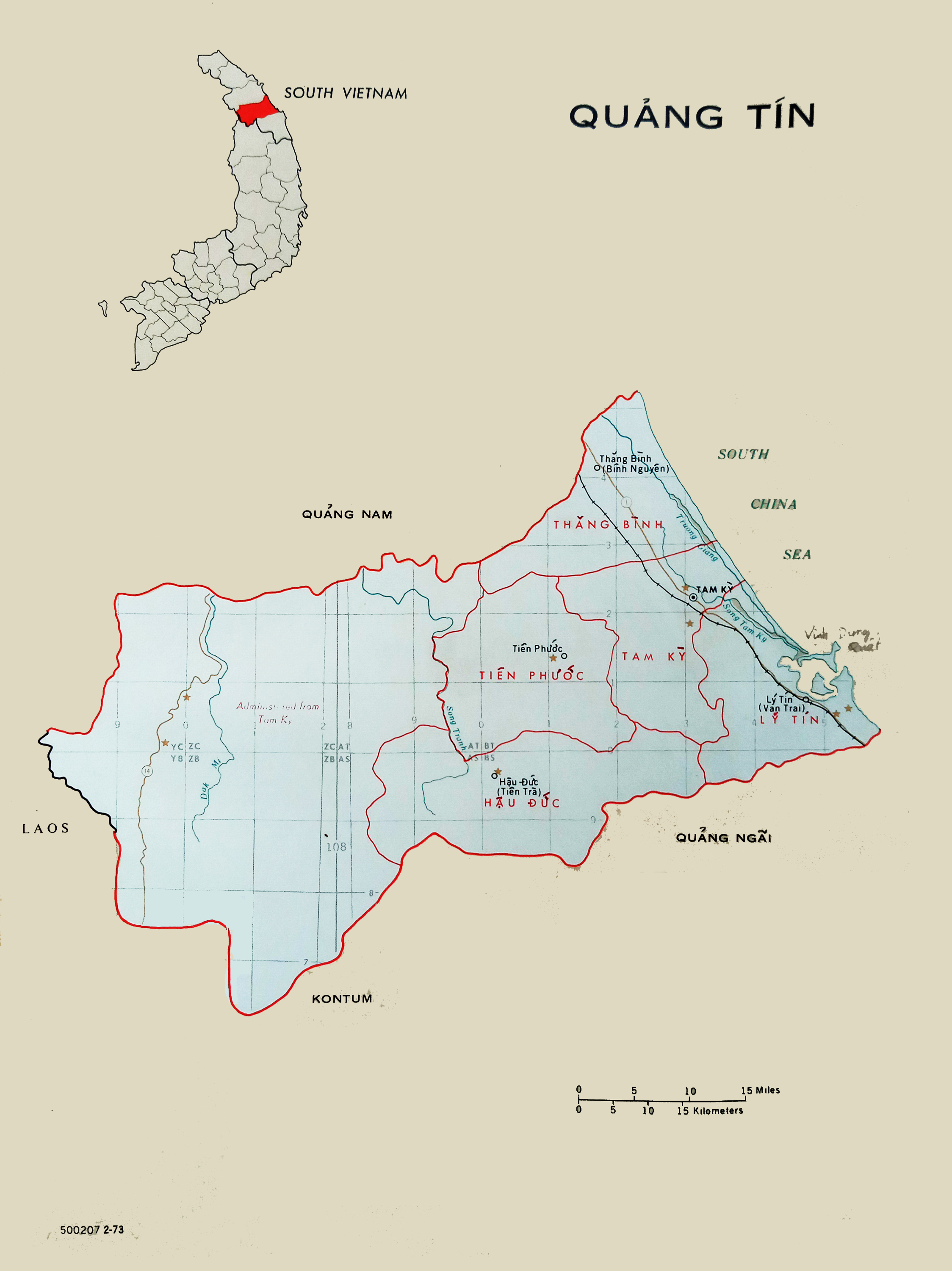
Quảng Tín
Tây Ninh
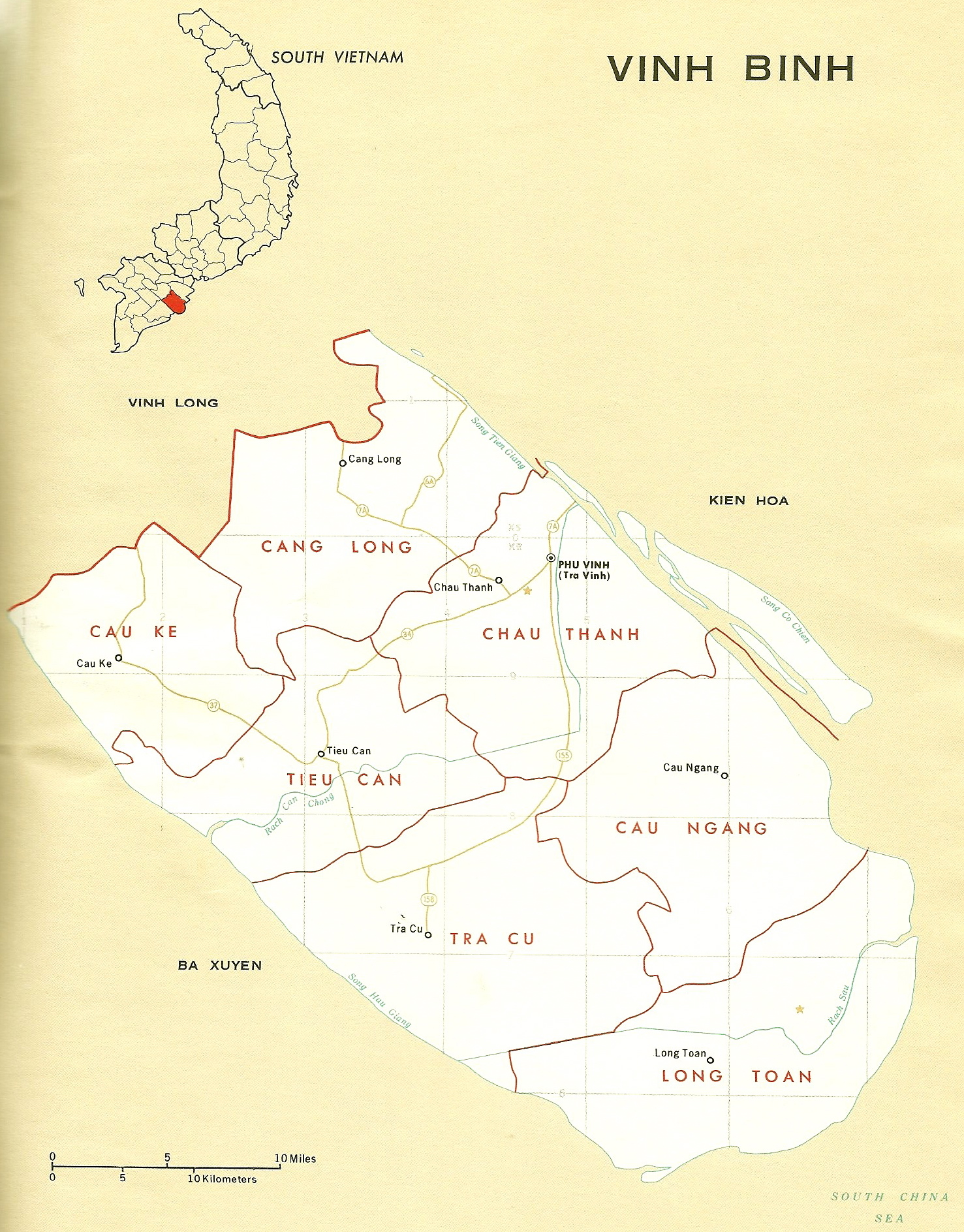
Vĩnh Bình
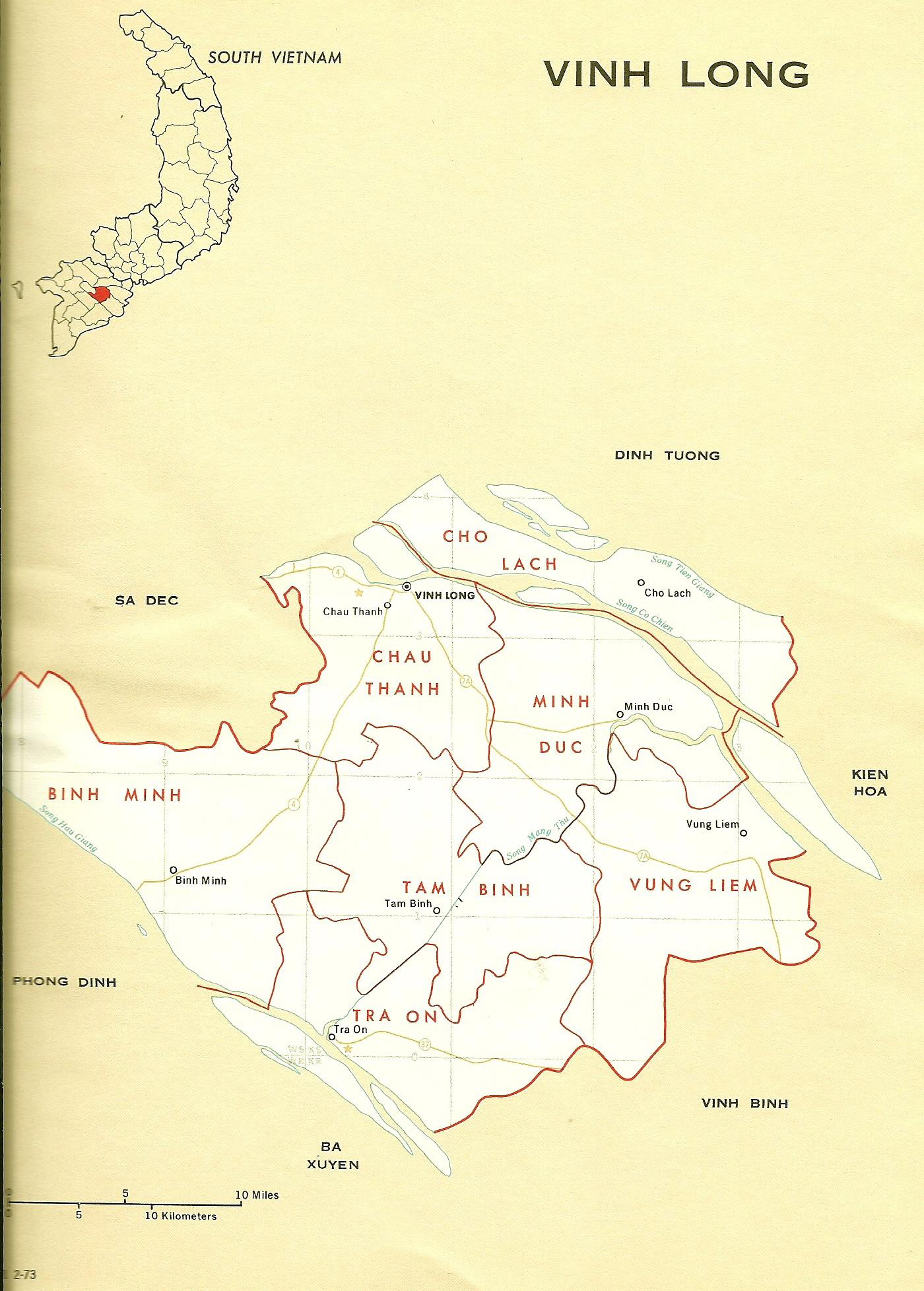
Vĩnh Long